# Портрет Андрея Семёновича Уманца
«Портрет Андрея Семёновича Уманца» — картина Джорджа Доу и его мастерской, из Военной галереи Зимнего дворца.
Картина представляет собой портрет генерал-майора графа Андрея Семёновича Уманца из состава Военной галереи Зимнего дворца.
С начала Отечественной войны 1812 года генерал-майор Уманец был шефом Кинбурнского драгунского полка и состоял в 3-й Западной армии, вёл арьергардные бои. В Заграничных походах 1813—1814 годов сражался в Саксонии и Силезии, во Франции отличился в сражениях при Ла-Ротьере и Фер-Шампенуазе.
Изображён в генеральском мундире, введённом для кавалерийских генералов 6 апреля 1814 года. Слева на груди звезда ордена Св. Анны 1-й степени; на шее кресты ордена Св. Владимира 2-й степени и прусского ордена Красного орла 2-й степени; справа на груди золотой крест «За взятие Праги», серебряная медаль «В память Отечественной войны 1812 года» на Андреевской ленте, бронзовая дворянская медаль «В память Отечественной войны 1812 года» на Владимирской ленте и звезда ордена Св. Владимира 2-й степени. Подпись на раме: А. С. Уманецъ, Генералъ Маiоръ.
7 августа 1820 года Комитетом Главного штаба по аттестации Уманец был включён в список «генералов, заслуживающих быть написанными в галерею». Гонорар Доу был выплачен 10 августа 1825 года и 21 июня 1827 года. Готовый портрет был принят в Эрмитаж 8 июля 1827 года. Предыдущая сдача готовых портретов в Эрмитаж была 18 октября 1826 года, поэтому считается, что портрет написан между этими датами.
В 1840-е годы в мастерской К. Края с портрета была сделана литография, опубликованная в книге «Император Александр I и его сподвижники» и впоследствии неоднократно репродуцированная.